# Europa Central e Oriental

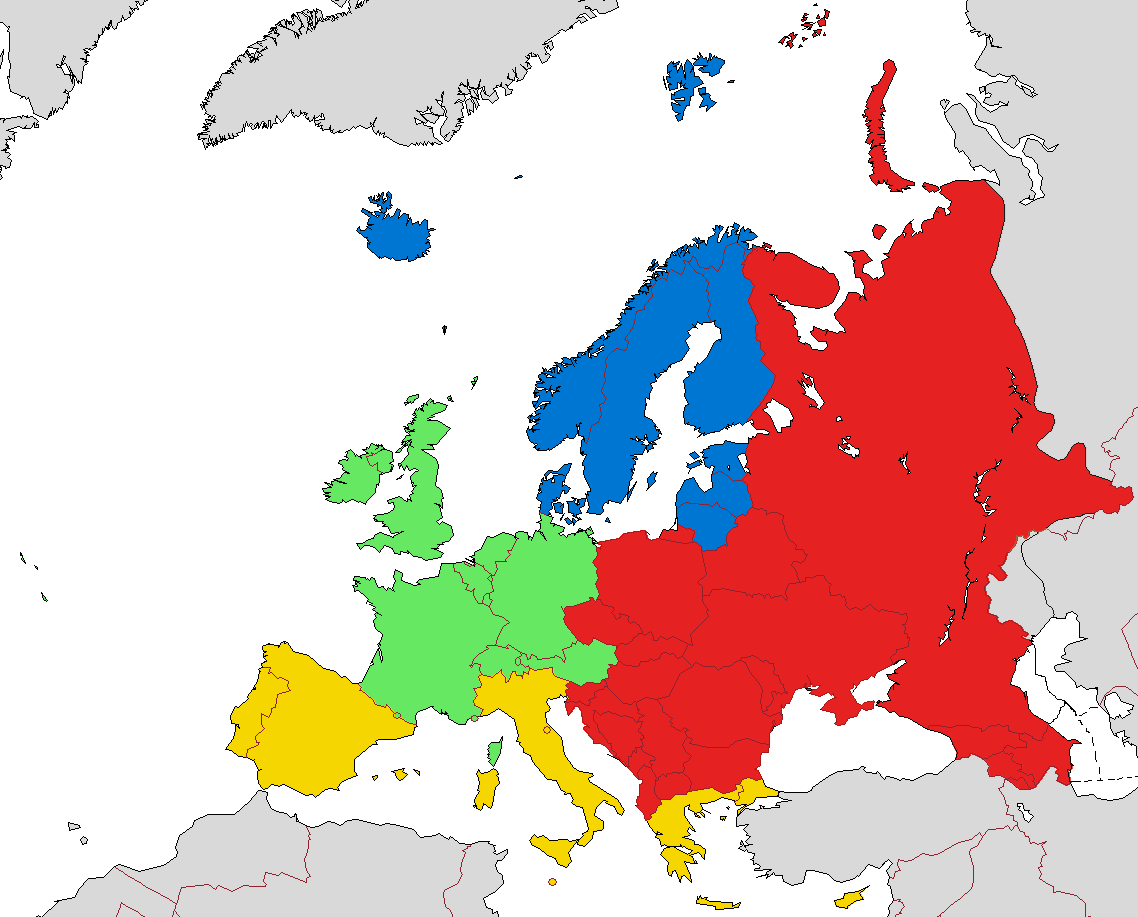
Sub-regiões europeias de acordo com EuroVoc:
Norte da Europa
Europa Ocidental
Sul da Europa
Europa Central e Oriental

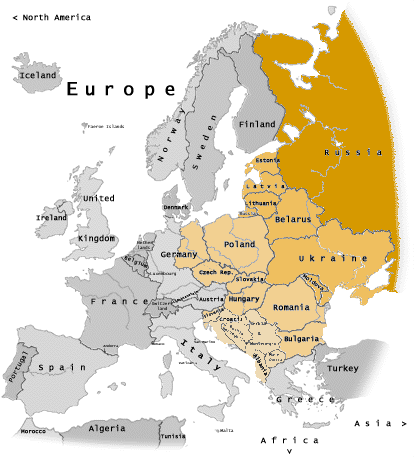
O "Bloco do Leste" (laranja) pré-1989 sobreposto às fronteiras atuais

Europa Central e Oriental é um termo que abrange os países da Europa Central, Bálticos, Europa Oriental e Sudeste da Europa (também chamados de Bálcãs), geralmente significando ex-estados comunistas do Bloco do Leste e do Pacto de Varsóvia na Europa. A literatura acadêmica costuma usar as abreviações CEE ou CEEC para esse termo. A Organização para a Cooperação e Desenvolvimento Econômico (OCDE) também usa o termo "Países da Europa Central e Oriental (PECO)" para um grupo que compreende alguns desses países.